# Kardinalnost
Kardinalnost, kardinalitet ili kardinalni broj osnovni je pojam iz matematike, odnosno iz njene grane, teorije skupova.
Kardinalnost konačnog skupa označava broj elemenata tog skupa. Na primjer, skup A = {2, 4, 6} sadrži 3 elementa, dakle kardinalnost skupa A je 3. Općenito, kardinalni broj skupa definira se kao klasa ekvivalencije tog skupa u odnosu na relaciju ekvipotentnosti skupova na univerzumu (skupu svih skupova koje promatramo).
Kardinalnost skupa A se obično označava kao |A|. Pošto je ovaj zapis isti kao i za apsolutnu vrijednost, značenje zapisa ovisi o kontekstu.
Dva su skupa jednake kardinalnosti odnosno ekvipotentni su ako postoji bijekcija
{\displaystyle f:A\to B} onda je izraz 
{\displaystyle k(A)=k(B)}
Postoji li injekcija
{\displaystyle f:A\to B} onda je izraz 
{\displaystyle k(A)\leq k(B)}
a ako postoji surjekcija
{\displaystyle f:A\to B}, onda je izraz 
{\displaystyle k(A)\geq k(B)}
Ovdje je implicitno uporabljen aksiom izbora.
Kardinalnost skupa prirodnih brojeva zove se alef nula i formalni zapis je 
{\displaystyle k(N)=\aleph _{0}}
Ako za skup A postoji bijekcija
{\displaystyle f:A\to \mathbb {R} }, 
onda je kardinalnost skupa A jednak kontinuum i u formalnom jeziku
{\displaystyle k(R)=c}.